# 知的財産研究所
知的財産研究所（ちてきざいさんけんきゅうじょ、英：Institute of Intellectual Property、略称：知財研、IIP）は、一般財団法人知的財産研究教育財団の下部組織で、知的財産に関する調査・研究及び情報の収集・提供等を行う機関である。

## 沿革
1989年6月12日に財団法人知的財産研究所として設立された。設立当初は経済産業省特許庁所管の財団法人だったが、公益法人制度改革に伴い2011年4月1日に一般財団法人に移行。2016年4月1日に一般財団法人知的財産研究所と一般社団法人知的財産教育協会とが合併して一般財団法人知的財産研究教育財団が発足し、知的財産研究所はその下部組織となった。

## 事業内容
- 知的財産に関する調査・研究
- 知的財産に関する制度・判例・論文・特許統計データ等の情報提供
- 知的財産に関するシンポジウム等の開催
- 知的財産に関する国内外関係団体等との交流
- 知的財産に関する国際共同研究や研究者育成